# Mio zio
Mio zio (Mon oncle) è un film del 1958 scritto, diretto e interpretato da Jacques Tati, terzo della sua filmografia in veste di regista.

## Trama
In una villa parigina ultramoderna e imponente abita, con la moglie ed il figlio di nove anni Gérard, il signor Arpel, ricco industriale e presidente della società "Plastac", borghese con una esistenza perfettamente ordinata, completamente preso dai problemi connessi con la sua attività d'industriale e con la ricerca di agiatezza da ignorare i più semplici creati dalla vitalità del figlio Gérard.
Anche la mamma, la signora Arpel, trascura il bambino perché il suo tempo e le sue energie sono dedicati completamente al compito di mettere in ordine e pulire continuamente e perfettamente la casa. In questo ambiente di perfezione appare frequentemente il fratello della signora Arpel, lo zio Hulot, per il quale Gérard mostra una predilezione che desta la gelosia del signor Arpel.
Lo zio Hulot è molto differente dai coniugi Arpel: vive con grande semplicità e va in giro in sella a un ciclomotore Solex e quando viene a cercare Gérard il piccolo ne è felice, perché sa che lo zio lo farà uscire dalla monotonia della sua vita dove tutto è previsto e tutto si ripete automaticamente.
Per sottrarre Gérard all'influenza di questo zio così poco conformista, il signor Arpel dà a Hulot un posto nella sua industria mentre la signora Arpel pensa di dargli in moglie una sua vicina. Questi tentativi non hanno tuttavia il successo sperato e il signor Arpel prende una decisione radicale: Hulot sarà un rappresentante della società all'estero.
Tutta la famiglia lo accompagna alla stazione e gli addii sono rapidi, ma uscendo dalla stazione il signor Arpel inconsciamente ritrova l'attitudine familiare di Hulot verso Gérard.

## Produzione
Primo film a colori di Jacques Tati, è stato girato tra il 10 settembre 1956 e il 25 febbraio 1957.
Le riprese sono state effettuate negli Studios de la Victorine (ora Studios Riviera) a Nizza (villa degli Arpel), a Saint-Maur-des-Fossés (casa di Hulot) e a Créteil (fabbrica).

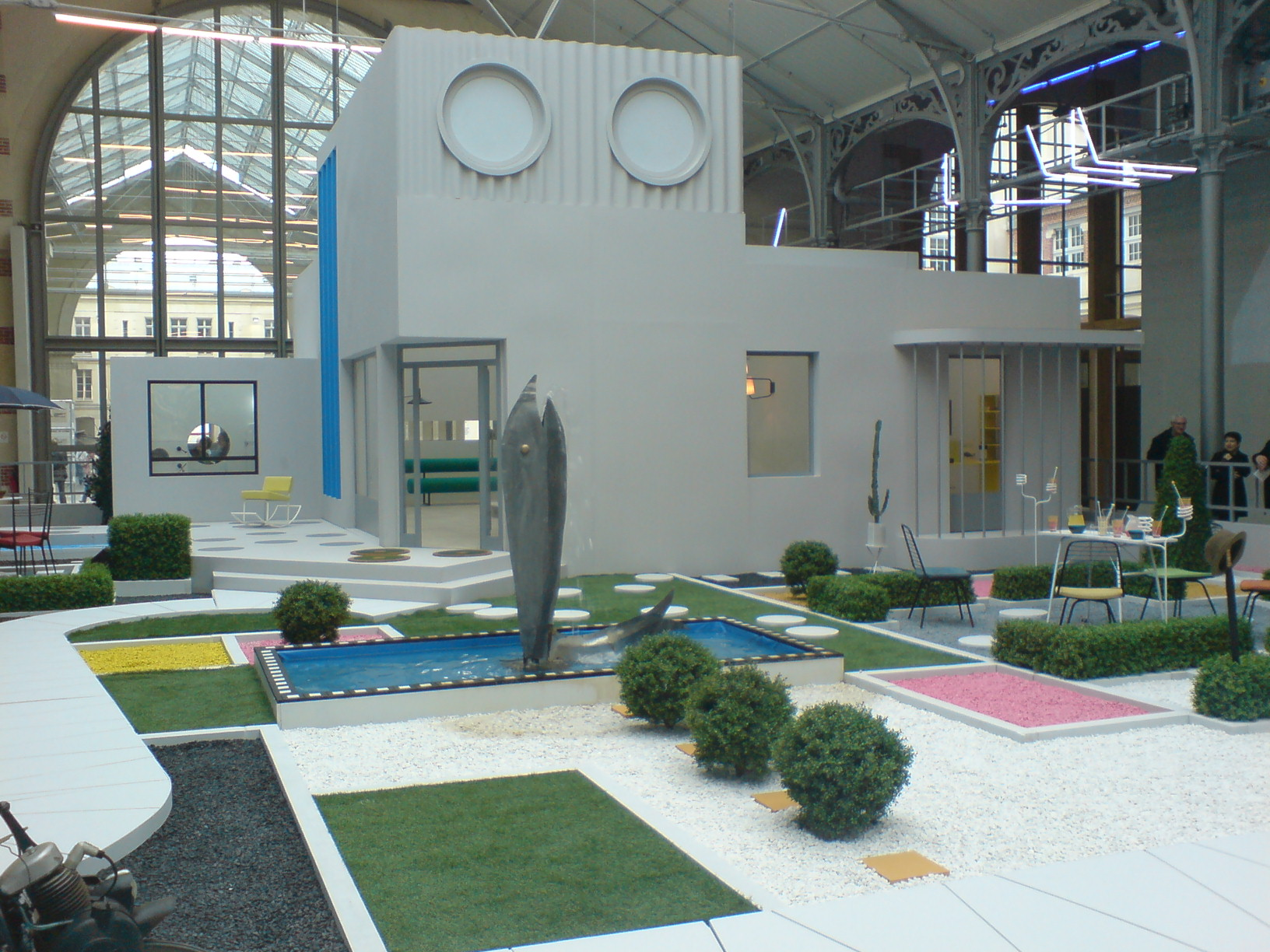
Replica moderna del set di Villa Arpel
Un'altra veduta di Villa Arpel

## Distribuzione
Il film è stato distribuito nel 1958.

## Riconoscimenti
- Premi Oscar 1959
  - Miglior film straniero
- Festival di Cannes 1958
  - Premio della giuria[3]

Nel 1958 il National Board of Review of Motion Pictures l'ha inserito nella lista dei migliori film stranieri dell'anno.